# АЭС Дэвис-Бесс
АЭС Дэвис-Бесс (англ. Davis–Besse Nuclear Power Station) — действующая атомная электростанция на северо-востоке США.  
Станция расположена на берегу озера Эри в округе Оттава штата Огайо.

## Информация об энергоблоках
| Энергоблок   | Тип реакторов     | Мощность | Мощность | Начало строительства | Физпуск    | Подключение к сети | Ввод в эксплуатацию | Закрытие |
| Энергоблок   | Тип реакторов     | Чистый   | Брутто   | Начало строительства | Физпуск    | Подключение к сети | Ввод в эксплуатацию | Закрытие |
| ------------ | ----------------- | -------- | -------- | -------------------- | ---------- | ------------------ | ------------------- | -------- |
| Дэвис-Бесс-1 | PWR, B&W (R-loop) | 894 МВт  | 925 МВт  | 01.09.1970           | 12.08.1977 | 28.08.1977         | 31.07.1978          | —        |